# استیون راسل

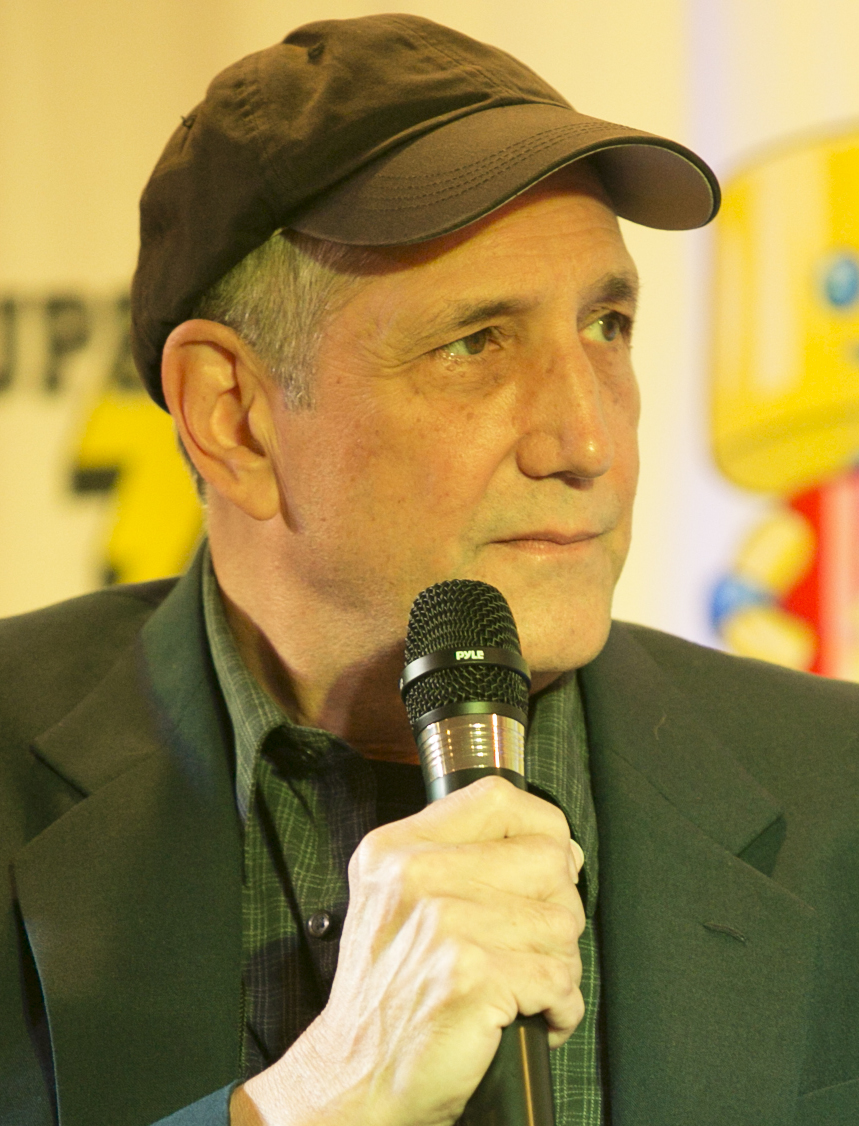
تصویر استیون راسل

استیون راسل (به انگلیسی: Stephen Russell) بازیگر، صداپیشه، نویسنده و کارگردان تئاتر آمریکایی است. بیشتر شهرت او به سری بازی کامپیوتری دزد برمی‌گردد که در آن صداپیشهٔ قهرمان بازی، گرت است. او از سال ۱۹۸۷ عضو تئاتر ولفیلیت هاربر شد و اکنون بیش از ۲۰ سال است که عضو مهمی از آن به شمار می‌رود. او همچنین در تئاتر هانتینگتون، تئاتر نیو رپرتوری، تئاتر استونهام و تئاتر لیریک به عنوان بازیگر همکاری می‌کند.
راسل در ولفلیت، ماساچوست زندگی می‌کند و یکی از اعضای افتخاری سهام بازیگران و انجمن بازیگران نمایش است.
او در این آثار حضور داشته‌است: آخرین هورا (تئاتر هانتینگتون)، زندگی گالیله (تئاتر آندرگراند ریلوی)، اعماق دریاچه (تئاتر تیر نا)، دختر ونوس (تئاتر بوستون پلی رایتز)، پینتر دونفره، خانه‌ای بدون دیوار و مردم سفید (تئاتر نیو رپرتوری)، و بعد هیچ چیز نبود و دعایی برای اوون مینی (تئاتر استونهام)، حماقت تالی (کمپانی لیریک استیج بوستون) و بیش از ۲۴ تئاتر برای ولفلیت هاربر مثل ملکهٔ زیبای لینن به همراه جولی هریس و جنگ جدید الیوت نورتون که برندهٔ جایزه نیز شده‌است. او همچنین نویسندهٔ ۱۳ نمایشنامه برای مخاطبان کودک و نوجوان است و در سال ۲۰۰۹ برندهٔ جایزهٔ برتری هنری پایدار از تئاتر ولفلیت هاربر شد.
اولین نقش آفرینی راسل به عنوان بازیگر در سینما، نقش باب در فیلم سینمایی نوئل، ساختهٔ سال ۲۰۰۷ است. او بعد از آن در سال ۲۰۰۸، در فیلم پسران طلایی در نقش لاتر نوریس بازی کرد و سال ۲۰۰۹ نیز نقش کوتاهی در فیلم ارواح دوست‌دخترهای گذشته ایفا کرد.
راسل در سری بازی دزد علاوه بر صدای گرت، صداپیشهٔ شخصیت کرس، بزرگترین دشمن گرت (در بازی دزد ۲: عصر فلز) و شخصیت‌های فرعی بازی مثل نگهبانان نیز بوده‌است. او علاوه بر دزد: پروژه تاریک، دزد ۲: عصر فلز و دزد: سایه‌های مرگبار در بازی‌هایی مثل فال‌اوت ۳، سیستم شوک ۲، بایوشاک: بیکران و الدر اسکورولز ۵: اسکایرم نیز صداپیشه بوده‌است.